# Jasmin Repeša
Jasmin Repeša (ur. 1 czerwca 1961 w Čapljinie) – bośniacki koszykarz i trener.

## Życiorys
Przez całą karierę zawodniczą grał w barwach HKK Capljina (wpierw liga jugosłowiańska, a potem bośniacka).
W lipcu 2001 miał objąć Śląsk Wrocław i, mimo że podpisał umowę z klubem, to we Wrocławiu się nie pojawił. We Wrocławiu zatrudniono więc Pierro Bucchiego. W październiku jednak włoskiego szkoleniowca zwolniono, podpisując umowę z Repešą, który tym razem przyjechał do Wrocławia, prowadząc go w sześciu meczach – trzech wygranych w polskiej lidze i trzech przegranych w Eurolidze. Repeša, zniechęcony atmosferą wokół siebie, zdecydował się po tych meczach odejść, wracając do Zagrzebia. Tam przejął Cibonę, która pożegnała się z Nevenem Spahiją.
Jasmin Repeša po objęciu funkcji trenera w Cibonie, zdobył z klubem mistrzostwo i puchar kraju. Po tym sukcesie nie przedłużył umowy z klubem i wyjechał do Włoch, gdzie związał się na cztery lata z bolońskim Fortitudo, prowadząc ich m.in. do finału Euroligi.
W 2006 roku przejął reprezentację Chorwacji, którą prowadził na dwóch Mistrzostwach Europy – w Hiszpanii (2007) i Polsce (2009) roku, oraz na Igrzyskach Olimpijskich w Pekinie. Za każdym razem zajmował szóste miejsce. Po turnieju w Polsce zdecydował się zrezygnować z prowadzenia kadry, mimo że wynik dał jej promocję na Mistrzostwa Świata w Turcji w 2010 roku. Swoją decyzję tłumaczył m.in. słabym jego zdaniem wynikiem na ostatniej imprezie.
19 stycznia 2010 roku, po dwóch latach przerwy w prowadzeniu drużyny klubowej, podpisał kontrakt z włoskim Benettonem Treviso. Z klubem związał się dwuipółroczną umową.

## Osiągnięcia
- Mistrz:
  - Chorwacji z Ciboną Zagrzeb w latach 1996–1997 i 2002
  - Turcji z Tofas Bursa w latach 1999–1900
  - Włoch (2005)
- Brązowy medal Eurobasketu (1995)
- Zdobywca:
  - pucharu:
    - Chorwacji (1996, 2002)
    - Turchu w latach 1999–2000

  - superpucharu Włoch (2005)